# John Cain Arena
De John Cain Arena is een sportstadion dat onderdeel uitmaakt van het sportcomplex Melbourne Park in de Australische stad Melbourne. Tot augustus 2018 was de naam Hisense Arena en tot december 2020 heette het Melbourne Arena. Het stadion wordt vooral tijdens het Australian Open voor tenniswedstrijden gebruikt. Dit stadion, evenals de Rod Laver Arena en de Margaret Court Arena, heeft een uitschuifbaar dak zodat bij (hevige) regenval of hoge temperaturen toch het toernooi doorgang kan vinden. Het Australian Open was het eerste grandslamtoernooi dat over zo'n dak beschikte – sinds 2020 hebben alle vier grandslamtoernooien ten minste één baan met een uitschuifbaar dak.
In 2004 en 2012 werden hier de wereldkampioenschappen baanwielrennen gehouden.